# Baudouinia
Baudouinia là một chi thực vật có hoa trong họ Đậu.